# Рунд Каніка
Рунд Каніка (фр. Rund Kanika; 15 липня 1963, Кіншаса) — конголезький професійний боксер, чемпіон Всеафриканських ігор.

## Боксерська кар'єра
На Всеафриканських іграх 1987 став чемпіоном, здолавши у фіналі Мустафу Мусса (Алжир) — 3-2.
На Олімпійських іграх 1988 програв у першому бою Осмонду Імадії (Нігерія) нокаутом у першому раунді.
1990 року дебютував на професійному рингу. Чергуючи перемоги з поразками впродовж 1990—1996 років провів двадцять п'ять боїв.